# Ariel Zhitnitsky
Ariel R. Zhitnitsky (russisch Ариэль Житницкий) ist ein sowjetischer, in Kanada wirkender theoretischer Physiker.
Zhitnitsky wurde an der Universität Nowosibirsk promoviert und war dort von 1980 bis 1995 am Institut für Kernphysik. 1989 und 1992 war er am CERN, 1990 am Institute for Advanced Study, 1991 an der University of Minnesota in Minneapolis, ab 1993 an der Universität Uppsala und 1995 am SLAC. Ab 1995 ist er an der University of British Columbia, an der er Professor ist.
Er befasst sich mit Teilchenphysik, Astroteilchenphysik, Vakuumstruktur nichtabelscher Eichfeldtheorien und Quantenchromodynamik unter extremen Bedingungen, Dunkler Materie und Dunkler Energie, Axionen. In den 1980er Jahren entwickelte er ein Modell mit fast unsichtbarem Axion zur Lösung des starken CP-Problems (auch DFSZ Modell genannt nach den Anfangsbuchstaben von Michael Dine, Willy Fischler, Mark Srednicki und Zhitnisky). Mit V. L. Chernyak führte er Lichtkegel-Wellenfunktionen für exklusive QCD-Wechselwirkungen bei hohen Energien ein (CZ Wellenfunktion). Mit D. Son untersuchte er anomale sich nicht zerstreuende Ströme (topologischen Ursprungs) in dichter Materie mit Hilfe einer effektiven Feldtheorie. Er untersuchte deren mögliche Rolle bei Supraleitung und Kicks in Neutronensternen und bei der Erklärung dunkler Materie als bestehend aus Antibaryonen. Mit Dmitri Kharzeev erklärte er 2007 CP-ungerade Quantenanomalien in QCD-Materie (beobachtet in Schwerionenstößen zum Beispiel am RHIC). 2018 schlug er die Emergenz von inflationären de Sitter Universen als Folge eines topologisch nicht-trivialen Sektors QCD-artiger Eichfeldtheorien vor.
2002 erhielt er den Killam Research Prize und war 2003 Killam Fellow. 2018 erhielt er den CAP-CRM Prize.

## Schriften (Auswahl)
- mit V. L. Chernyak, V. G. Serbo: Asymptotic hadronic form-factors in quantum chromodynamics, JETP Lett., Band 26, 1977, S. 594
- mit V. L. Chernyak: Asymptotic form of hadronic form factors in the quark model, JETP Lett., Band 25, Heft 11, 1977
- mit V. L. Chernyak: Asymptotics of Hadronic Form-Factors in the Quantum Chromodynamics, Sov. J. Nucl. Phys., 1980
- On Possible Suppression of the Axion Hadron Interactions, Sov. J. Nucl. Phys., Band 31, 1980, S. 260 (sein Beitrag zum DFSZ Modell)
- mit V. L. Chernyak: Exclusive decays of heavy mesons, Nucl. Phys. B, Band 201, 1982, S. 492–526
- mit V. L. Chernyak: Asymptotic behaviour of exclusive processes in QCD, Physics Reports, 1984
- mit John B. Kogut, M. A. Stephanov, D. Toublan, J. J. M. Verbaarschot: QCD-like theories at finite baryon density, Nuclear Physics B, Band 582, 2000, S. 477–513, Arxiv
- mit D. T. Son: Quantum anomalies in dense matter, Physical Review D, Band 70, 2004, S. 074018, Arxiv
- mit K. B. Buckley, M. A. Metlitski: Neutron stars as type-I superconductors,  Physical Review Letters, Band 92, 2004, S. 151102, Arxiv
- mit M. A. Metlitski: Anomalous axion interactions and topological currents in dense matter, Physical Review D, Band 72, 2005, S. 045011, Arxiv
- mit D. Kharzeev: Charge separation induced by P-odd bubbles in QCD matter, Nucl. Phys. A, Band 797, 2007, S. 67–79, Arxiv
- mit J. Charbonneau: A Novel Mechanism for Type-I Superconductivity in Neutron Stars, Phys.Rev.C, Band 76, 2007, S. 015801, Arxiv
- mit Federico Urban: The cosmological constant from the QCD Veneziano ghost, Phys. Lett. B, Band 688, 2010, S. 9–12, Arxiv
- mit F. Urban: The QCD nature of dark energy, Nucl.Phys.B, Band 835, 2010, S. 135–173, Arxiv
- QCD as a topologically ordered system, Annals of Physics, Band 336, 2013, S. 462–481, Arxiv
- mit S. Ge, X. Liang: Cosmological CP odd axion field as the coherent Berry’s phase of the Universe, Phys. Rev. D, Band 96, 2017, S. 063514,  Arxiv
- mit Andrey Barvinsky: Topological Inflation, Phys. Rev. D, Band 98, 2018, S. 045008, Arxiv